# Isostictidae
Isostictidae – rodzina ważek równoskrzydłych (Zygoptera). Obejmuje prawie 50 gatunków występujących w krainie australijskiej.

## Podział systematyczny
Do Isostictidae zaliczane są następujące rodzaje:
- Austrosticta Tillyard, 1908
- Cnemisticta Donnelly, 1993
- Eurysticta Watson, 1969
- Isosticta Selys, 1885
- Labidiosticta Watson, 1991 – jedynym przedstawicielem jest Labidiosticta vallisi (Fraser, 1955)
- Lithosticta Watson, 1991 – jedynym przedstawicielem jest Lithosticta macra Watson, 1991
- Neosticta Tillyard, 1913
- Oristicta Tillyard, 1913
- Rhadinosticta Watson, 1991
- Selysioneura Förster, 1900
- Tanymecosticta Lieftinck, 1935
- Titanosticta Donnelly, 1993 – jedynym przedstawicielem jest Titanosticta macrogaster Donnelly, 1993